# Hepzibah
Hepzibah è un personaggio dei fumetti creato da Chris Claremont (testi) e Dave Cockrum (disegni), pubblicato dalla Marvel Comics. Apparsa per la prima volta sulle pagine di X-Men n. 107 (ottobre 1977), Hepzibah è un'aliena dall'aspetto felino, membro dei famigerati Predoni Stellari, forza intergalattica al comando di Christopher Summers, padre di Ciclope, Havok e Vulcan.
Il suo personaggio era stato concepito inizialmente come omaggio a Miss Mam'selle Hepzibah, co-protagonista delle strisce fumettistiche Pogo.

## Poteri e abilità
Hepzibah possiede velocità, agilità, riflessi e coordinazione a livello superumano, oltre ad una eccellente visione notturna e ad un acuto udito e olfatto. Come retaggio della sua razza è dotata di cinque artigli protrattili per mano e dell'emissione di particolari ferormoni capaci d'influenzare il comportamento altrui. Oltre alle sue doti genetiche, è stata addestrata in parecchie discipline difensive e offensive, nell'uso di armi da fuoco e da taglio.

### Aspetto fisico
Per quanto riguarda il suo aspetto fisico, all'inizio era rappresentata come un'umanoide felina con tanto di coda e orecchie orientabili in cima alla testa, per poi passare ad una raffigurazione più tradizionale, in cui le orecchie sono state spostate ai lati del cranio e fatte rassomigliare a quelle di un elfo. La pelliccia è scomparsa per lasciare il posto ad un'epidermide albina ed il muso è stato sostituito da un regolare viso umano. Solo le pupille oblique e la coda, fanno ormai accostare il suo personaggio a quello delle origini.